# Transition (álbum)
Transition es un álbum de varios artistas de 2024 producido por Farruko y Frank Miami desde Carbon Fiber Music, siendo el primer álbum de contenido cristiano lanzado por el sello, y único hasta la fecha.

## Lista de canciones
| N.º     | Título                                                | Productor(es)                                   | Duración |  |
| 1.      | «Ilumínalos» (Emanuel Lara)                           | Leyking                                         | 3:19     |  |
| 2.      | «Abajo» (Christian Ponce)                             | Ulloa                                           | 3:25     |  |
| 3.      | «Who Who» (Emanuel Lara con Nino Freestyle)           | Emanuel Lara · K4G                              | 3:03     |  |
| 4.      | «Bless Mode» (Menor Menor)                            | Ulloa                                           | 2:32     |  |
| 5.      | «Confía» (Farruko con Dalex)                          | Ultra.PR                                        | 4:02     |  |
| 6.      | «Eucalipto» (Gabriel EMC)                             | Ulloa                                           | 2:38     |  |
| 7.      | «Nada Me Falta» (Ulloa con Gocho y Onell Diaz)        | Ulloa                                           | 3:20     |  |
| 8.      | «Afrobocelli» (Farruko con Ulloa)                     | Ulloa                                           | 3:38     |  |
| 9.      | «Eternidad» (Christian Ponce)                         | Ulloa · J. Cross                                | 2:15     |  |
| 10.     | «Quizás» (Christian Ponce con Dalex)                  | Tones El De La Química                          | 3:46     |  |
| 11.     | «Te Siento» (Indiomar)                                | Ritmo                                           | 2:55     |  |
| 12.     | «Chica De Altar» (Emanuel Lara)                       | Emanuel Lara                                    | 3:55     |  |
| 13.     | «DTB» (Akim)                                          | Rike Music                                      | 2:47     |  |
| 14.     | «Someone» (Tati con Aylin y Jimmy Levy)               | Ulloa                                           | 4:32     |  |
| 15.     | «Me Llamaste» (Aylin)                                 | Ulloa                                           | 3:12     |  |
| 16.     | «Sueño» (Menor Menor con David Muguercia y Milly)     | Ulloa                                           | 4:10     |  |
| 17.     | «Queda Nada» (David Muguercia)                        | Ulloa                                           | 3:23     |  |
| 18.     | «Pasa_je_ro» (Farruko)                                | K4G · Sharo Towers · Ghetto · J. Cross · K LO K | 4:07     |  |
| 19.     | «Hermoso Momento (Remix)» (Farruko con Kairo Worship) | K4G · Ghetto                                    | 4:19     |  |
| 20.     | «Dulce Paz» (Lirios)                                  | Allan Randy Mercado Cubano                      | 4:19     |  |
| 1:00:09 |                                                       |                                                 |          |  |

## Remixes
| N.º | Título                                               | Productor(es) | Duración |  |
| 1.  | «Pasa_je_ro (J. Cross Remix)» (Farruko con J. Cross) | J. Cross      | 3:19     |  |
| 2.  | «Afrobocelli (Remix)» (Ulloa con Farruko)            | Ulloa         | 2:12     |  |

## Vídeos musicales
| Título                    | Fecha de lanzamiento  | Artista(s)                      | Director      |
| ------------------------- | --------------------- | ------------------------------- | ------------- |
| «Pasa_je_ro»              | 15 de junio de 2023   | Farruko                         | Smalldy       |
| «Hermoso Momento (Remix)» | 2 de enero de 2024    | Farruko con Kairo Worship       | Rodrigo Films |
| «Someone»                 | 22 de febrero de 2024 | Tati con Aylin y Jimmy Levy     | Smalldy       |
| «Who Who»                 | 5 de marzo de 2024    | Emanuel Lara con Nino Freestyle | Smalldy       |
| «Nada Me Falta»           | 7 de marzo de 2024    | Ulloa con Gocho y Onell Diaz    | Framexgod     |
| «Te Siento»               | 14 de marzo de 2024   | Indiomar                        | Smalldy       |
| «Dulce Paz»               | 5 de abril de 2024    | Lirios                          | Smalldy       |
| «Bless Mode»              | 19 de abril de 2024   | Menor Menor                     | Smalldy       |
| «Eucalipto»               | 13 de mayo de 2024    | Gabriel EMC                     | Smalldy       |
| «Afrobocelli»             | 19 de junio de 2024   | Farruko con Ulloa               | Smalldy       |